# Colli di Sant'Erasmo
Il Colli di Sant'Erasmo, anche conosciuto come Ronchi di Sant'Erasmo (brüschétu in dialetto legnanese), era un vino rosso prodotto a Legnano, nell'Alto Milanese, zona pianeggiante della Lombardia, con il vitigno Schiava. La produzione di questo vino è terminata con la scomparsa della viticultura dalla sua zona di origine.
La produzione del Colli di Sant'Erasmo, nel corso dei secoli, era cresciuta costantemente, tanto da diventare conosciuto e consumato anche fuori dai confini regionali lombardi.

## Storia

Vigneti alle pendici dei Colli di Sant'Erasmo a Legnano. A sinistra, il primo padiglione dell'Ospedale civile di Legnano

Le prime notizie sulla viticoltura nell'Alto Milanese risalgono all'età imperiale romana. L'attività vinicola dell'Alto Milanese, che toccò il suo apice tra il XVIII secolo e la prima metà del secolo successivo, quando l'intera area era coltivata a vite e cereali, fu messa per la prima volta in crisi in epoca contemporanea a metà del XIX secolo da alcune malattie che colpirono la pianta. La prima infezione comparve tra il 1851 ed il 1852 e causò una rapida diminuzione della quantità di vino prodotta in Lombardia: gli ettolitri di vino prodotti passarono da 1 520 000 del 1838 a 550 000 nel 1852.

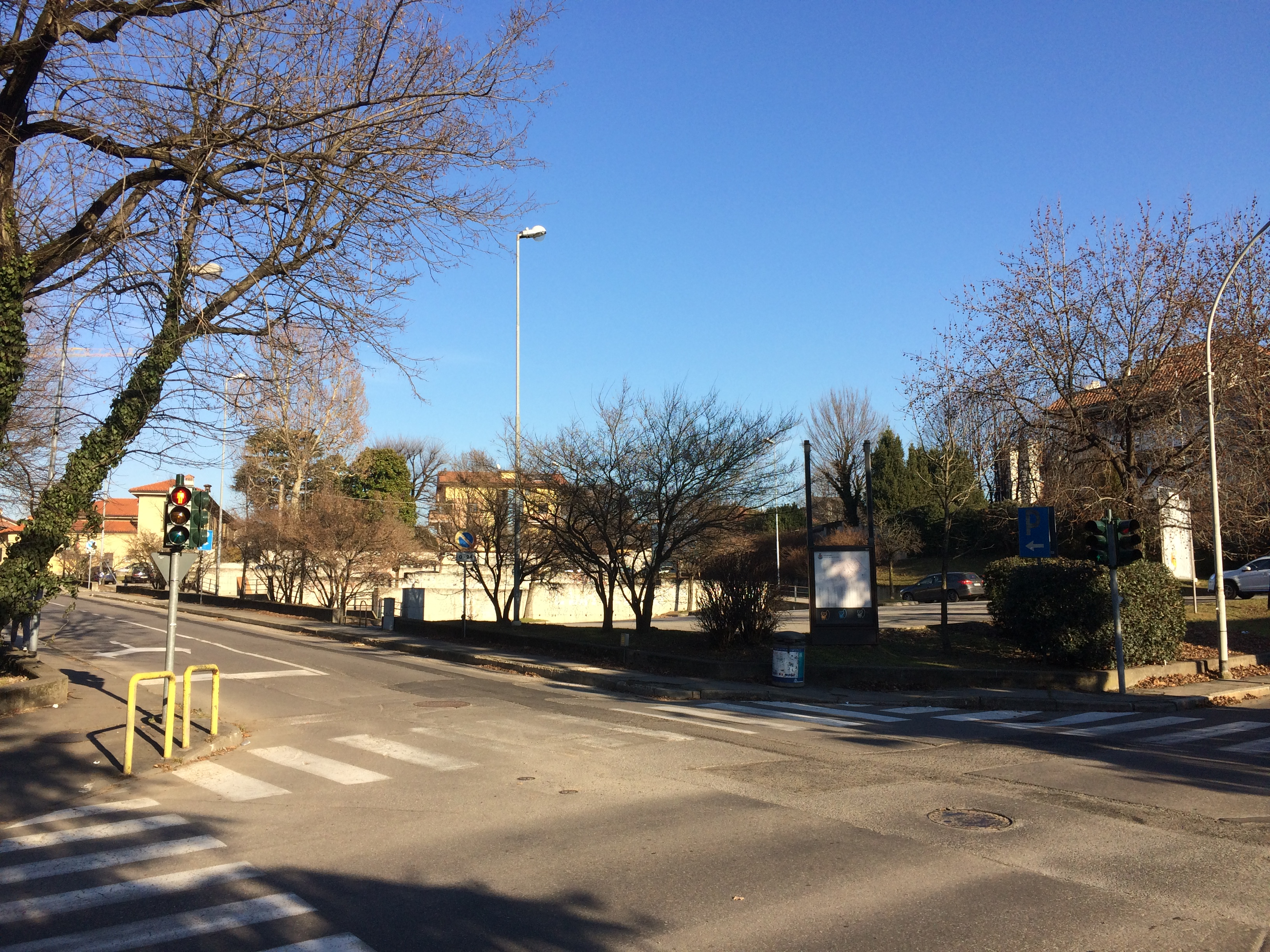
Il parcheggio situato tra via Colli di Sant'Erasmo, via Canazza e via Trivulzio: qui si trovavano, fino al 1987, gli ultimi coltivati a vite dei colli di Sant'Erasmo

L'arresto definitivo della produzione vinicola intensiva dell'Alto Milanese, e con essa quella del vino dei Colli di Sant'Erasmo, coincise con il manifestarsi, tra il 1879 e il 1890, di altre due malattie della vite: la peronospora e l'oidio; a queste si aggiunse, sempre nel XIX secolo, la fillossera, che diede il colpo di grazia alla coltivazione vinicola dell'Alto Milanese. In seguito a queste epidemie, la viticoltura scomparve quasi completamente, e i contadini dell'Alto Milanese concentrarono i loro sforzi nella produzione di cereali e bachi da seta, che erano attività altrettanto remunerative. Nelle altre zone vinicole lombarde il problema fu risolto con l'innesto di specie di viti immuni alle malattie (uva americana), soluzione non applicata nell'Alto Milanese, dove invece si decise di abbandonare la coltivazione vinicola.
Gli ultimi campi dei colli di Sant'Erasmo coltivati a vite – che si trovano a Legnano e che danno il nome al vino – furono eliminati nel 1987 per consentire la costruzione, tra via colli di Sant'Erasmo, via Canazza e via Trivulzio, di un parcheggio a servizio dello storico e vicino ospedale civile, nel 2010 trasferito in un'altra zona di Legnano. Al XXI secolo sopravvivono solamente piccoli appezzamenti, sparpagliati nelle campagne dell'Alto Milanese, coltivati da qualche filare di vite.
Il pregiato Colli di Sant'Erasmo, che era il vino più famoso tra quelli originari dell'Alto Milanese, è stato storicamente prodotto anche dai frati dell'ospizio Sant'Erasmo di Legnano. Altri vini storici prodotti nell'Alto Milanese furono il Santana e il Clintù.

## Origine del nome

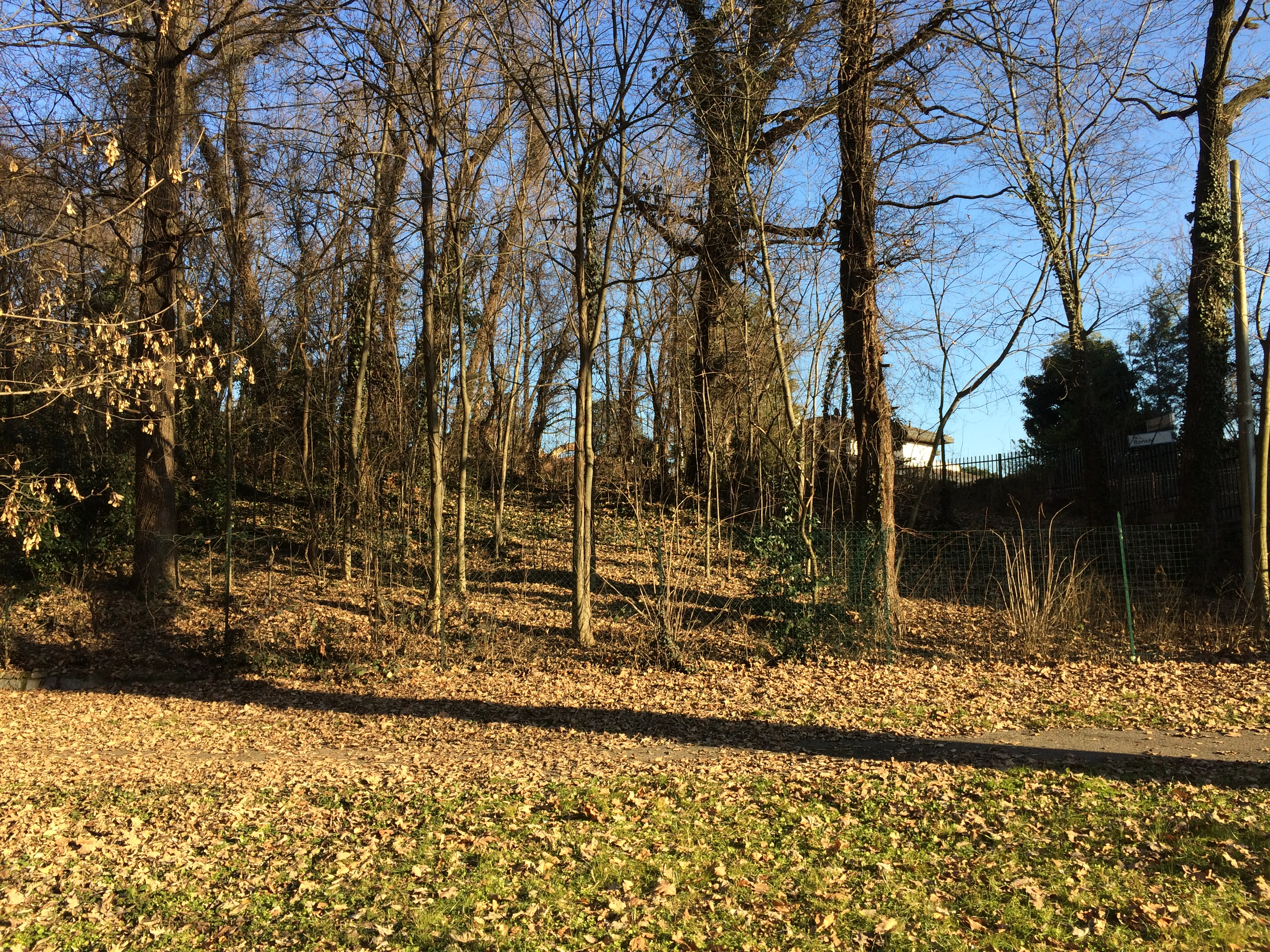
Uno scorcio dei Ronchi di Legnanello, nei pressi del Parco Bosco dei Ronchi

I "Colli di sant'Erasmo", o "Ronchi di Sant'Erasmo", sono delle alture moreniche presenti a Legnano. Il rione di Sant'Erasmo è un quartiere di Legnano collinare che è situato in una posizione leggermente più elevata rispetto al centro storico della città, che si trova infatti a valle, lungo il corso del fiume Olona.
Questa zona sopraelevata corrisponde a un grande pianalto morenico che si estende su un ampio territorio e che si è formato grazie ai depositi accumulati nel corso dei secoli dal fiume Olona; tale deposito geologico naturale è chiamato dai legnanesi con l'appellativo di "Ronco" (da cui il nome di un'area verde urbana che si trova invece compresa tra i confini della Contrada Legnarello, il "Parco Bosco dei Ronchi"). In origine, all'altezza del Ronco, l'Olona formava un'ansa verso sinistra che portò all'accumulo di detriti e alla nascita del pianalto.

## Il vitigno con cui era prodotto
Il vitigno con cui è stato storicamente prodotto il Colli di Sant'Erasmo era lo Schiava, che nell'Alto Milanese è conosciuto come "Botascera": altri nomi con cui è noto questo vitigno sono "Schiava lombarda", "Matta", "Mergellana", "Montorfana" e "Schiava di Como". Il Botascera era diffuso anche in altre zone del Milanese, come la Brianza, e viene ancora coltivato, in Lombardia, nelle provincie di Como, Brescia e Bergamo.
In seguito, dopo la scomparsa delle specie di viti autoctone dell'Alto Milanese causata dalle citate malattie che colpirono la pianta, il Colli di Sant'Erasmo continuò ad essere prodotto con la cosiddetta uva clinto, che è immune ai morbi citati in precedenza: la coltivazione di questa uva non può però più essere utilizzata per produrre vino, come stabilito dal regolamento CE n° 1493/1999 della Comunità europea.

## Tecniche di produzione

Etichetta di una bottiglia del vino Colli di Sant'Erasmo (qui chiamato "Ronchi di Sant'Erasmo") risalente all'inizio del Novecento. Nella parte superiore, un'immagine dell'Ospizio Sant'Erasmo

Dato che le viti erano sostenute da tronchi di alberi secondo la tecnica dell'arbustum gallicum, i filari della pianta erano situati ai bordi dei campi, che erano invece coltivati a cereali.
Per quanto riguarda la tecnica di produzione del vino, dopo la vendemmia, l'uva veniva fatta seccare per qualche giorno e poi pigiata con i piedi nei tini. Il mosto ottenuto subiva una fase di bollitura che durava 4-5 giorni: poi veniva spremuto con dei torchi vinari manuali. In seguito avveniva la fase fermentazione naturale nelle botti. Dopo la fermentazione il vino veniva imbottigliato ed – eventualmente – venduto.

## Caratteristiche del vino
Il Legnanese, area un tempo coperta da brughiere, è caratterizzato dalla presenza di un terreno calcareo e argilloso. Per tale motivo il vino dei Colli di Sant'Erasmo possedeva una gradazione alcolica compresa tra i 10 e i 12 gradi, era da pasteggio e non da invecchiamento, di corpo robusto e fortemente strutturato, dal colore intenso e dalla bassa acidità, di elevata aromaticità e dalla cospicua presenza tannica.

## Abbinamenti consigliati
Le pietanze che potevano essere abbinate al Colli di Sant'Erasmo erano quelle che necessitavano l'accompagnamento con un vino corposo e strutturato, tipo i bruscitti, piatto tipico dell'Alto Milanese, viste le caratteristiche organolettiche del vino legnanese.